# Massacre d'Amritsar
La massacre d'Amritsar, també coneguda com la massacre del Jallianwala Bagh (del jardí Jallianwala) va ser una matança ocorreguda a l'Índia el 1919, en la qual les tropes britàniques van disparar contra una multitud de manifestants sikhs.
Aquell any, el govern britànic de l'Índia va promulgar el decret Rowlatt, amb el qual va prolongar el règim d'excepció posterior a la Primera Guerra Mundial, amb la finalitat de combatre les activitats subversives existents a la zona. El 13 d'abril, una gran aglomeració de persones es va reunir a Amritsar per protestar en contra d'aquestes mesures, la concentració va escapar al control i els soldats van començar a disparar, matant 379 individus i ferint-ne uns altres 1200.
La massacre ha marcat permanentment les relacions entre l'Índia i la Gran Bretanya, i històricament va ser el preludi del moviment de no cooperació que va encapçalar Mahatma Gandhi entre els anys 1920 i 1922.